# Васильева, Екатерина Игоревна
Екатерина Игоревна Васильева (род. 7 ноября 1989 года., город Нижний Тагил, Свердловская область) — российский драматург, сценарист.

## Биография
Родилась в городе Нижний Тагил. В 2013 году окончила Екатеринбургский государственный театральный институт по направлению «Литературное творчество», курс Николая Коляды.
С 2012 года живёт в Екатеринбурге.

## Творчество
Стипендиат Союза театральных деятелей. В 2009 году была опубликована её первая пьеса «Я — идиотка». Пьесы Екатерины опубликованы во многих периодических изданиях, сборниках, а также переведены на польский, английский, французский языки.
Победитель и участник шорт-листов разнообразных драматургических конкурсов («Ремарка», «Евразия», «Премьера.txt», «СТД», «ЛитоДрама», «Слово и действие», «Любимовка», «Свободный театр»).
С пьесами «Ты была у меня», «Люби меня сильно», «Однажды мы все будем счастливы» стала лауреатом конкурса «Дебют» в 2011 году и финалистом «Конкурса конкурсов» («Золотая маска») в 2012 году.
В 2012 году состоялась первая постановка по её пьесе «Однажды мы все будем счастливы» в московском театре «Центр имени Вс. Мейерхольда» (режиссёр Вячеслав Чеботарь). Спектакль — участник программы «Russian Case» Фестиваля («Золотая маска») 2015 года. В июне 2017 пьеса участвовала в «Международном фестивале искусств Сан-Франциско-2017». В 2019 году по пьесе снят фильм «Однажды все мы будем счастливы» (режиссёр Екатерина Саунина). Фильм в шорт-листе XXVII Открытого фестиваля студенческих и дебютных фильмов «Святая Анна» 2020 г..
Пьеса «Я боюсь любить тебя» (в афише — «У вас все хорошо?») была поставлена в «Коляда-театр» ( Екатеринбург) в 2018 году режиссёром Александром Сысоевым. Пьесы драматурга ставятся в Москве, Екатеринбурге, Казани, Вологде, Перми, Севастополе и других городах.